# Znanstvenokritična izdaja
Znanstvenokritična (tudi znanstvena ali kritična) izdaja nekega, večinoma starejšega besedila, vsebuje uvod, faksimile in različne prepise besedila: diplomatski (starejše: diplomatični), kritični in fonetični prepis, poleg tega pa tudi prevod v sodoben jezik, lahko tudi v druge jezike. Posamezni prepisi v znanstvenokritični izdaji so opremljeni z znanstvenim komentarjem. Komentar opredeli metodo prepisa in ga primerja s predhodnimi prepisi. Del znanstvenokritične izdaje starejšega besedila je lahko tudi (večjezični) slovar. Znanstvenokritična izdaja ni namenjena širši, popularni rabi besedila.

## Uvod v znanstvenokritično izdajo
Uvod opiše materialnost dokumenta (velikost, platnice, vezavo, popisan material – papir, pergament –, črnilo in ohranjenost), ga zgodovinsko (izvor, kraj in čas nastanka, pisar, izvirnost), grafološko (rokopis) ter paleografsko (pisava) analizira in opiše vsebino besedila.

## Diplomatski in kritični prepis
Oba prepisa upoštevata črkovni sistem izvirnega besedila, a se razlikujeta v količini naknadne znanstvene interpretacije: diplomatski ne posodablja ničesar, ohranja celo napake in zaznamuje poškodovana mesta, kritični pa na novo členi skladenjske in retorične dele besedila, uporablja sodobna ločila in začetnice ter razrešuje pisarske okrajšave. S tem kritični prepis olajšuje branje, je najpogostejša izdajateljska praksa in ustaljeni del znanstvenokritične izdaje besedila.
|                      | Diplomatski prepis                     | Kritični prepis                                                  |
| -------------------- | -------------------------------------- | ---------------------------------------------------------------- |
| Črke                 | izvirno različni grafemi za isti fonem | isti grafem za isti fonem                                        |
| Začetnice            | izvirne                                | ustrezne sodobnemu pravopisu                                     |
| Ločila               | izvirna, ohranja danes neobstoječa     | ustrezna sodobnemu pravopisu                                     |
| Nadvrstična znamenja | izvirna                                | izvirna                                                          |
| Členitev besed       | izvirno združevanje in deljenje zlogov | besedna podoba ustreza sodobnemu jeziku                          |
| Pisarske okrajšave   | ohranjene; tako tudi nekatere ligature | dosledno razrešene                                               |
| Rekonstrukcije       | /                                      | konjekture označi z lomljenim, emendacije pa z oglatim oklepajem |

V sodobnih znanstvenokritičnih izdajah faksimile nadomešča diplomatski prepis, predvsem zaradi napredka fotoreprodukcijske tehnologije. Faksimiliran dokument hkrati z besedilom predstavi tudi nejezikovna sredstva oziroma materialnost dokumenta.

## Fonetični prepis
Rekonstruira zvočno podobo besedila, kot naj bi jo to imelo ob svojem nastanku. Ta prepis ni več paleografski (diplomatski, kritični), saj besedila ne interpretira le črkovno, ampak tudi glasovno. Črkovnemu sistemu izvirnika prepisovalec priredi nov znakovni sistem. V diplomatiki in tekstologiji je uveljavljena mednarodna fonetična transkripcija.

## Sestavni deli
Znanstvenokritična izdaja navadno vsebuje tudi naslednje elemente:
- Geneza: rekonstrukcija nastanka in razvoja besedila (avtorjevi sklici na vire, osnutki, odlomki, dnevniški zapisi, korespondenca);
- Recepcija: recenzije, komentarji sodobnikov, podatki o prodaji;
- Primerjava variant: dokumentirane razlike v izdajah.